# Sundance Film Festival/Beste Regie – Dokumentarfilm
Gewinner des Regiepreises (U.S. Directing Award: Documentary) mit dem beim jährlich veranstalteten Sundance Film Festival die beste Regie an einem im Wettbewerb befindlichen US-amerikanische Dokumentarfilm (inklusive Koproduktionen) prämiert wird.
Die Auszeichnung wird seit der 15. Auflage des Filmfestivals im Jahr 1998 verliehen. Über die Vergabe entscheidet eine jährlich wechselnde, fünf Mitglieder zählende Jury, die i. d. R. überwiegend aus US-amerikanischen Filmschaffenden besteht. Bisher konnte kein Regisseur die Auszeichnung mehr als einmal gewinnen.
| Jahr | Preisträger                   | Film                                             | Deutscher Titel                         |
| 1998 | Julia Loktev                  | Moment of Impact                                 | Der Aufprall                            |
| 1999 | Barbara Sonneborn             | Regret to Inform                                 | Wir bedauern, Ihnen mitteilen zu müssen |
| 2000 | Rob Epstein Jeffrey Friedman  | Paragraph 175                                    | Paragraph 175                           |
| 2001 | Stacy Peralta                 | Dogtown and Z-Boys *                             | Dogtown & Z-Boys                        |
| 2002 | Rob Fruchtman Rebecca Cammisa | Sister Helen                                     | nicht bekannt                           |
| 2003 | Jonathan Karsh                | My Flesh and Blood *                             | nicht bekannt                           |
| 2004 | Morgan Spurlock               | Super Size Me                                    | Super Size Me                           |
| 2005 | Jeff Feuerzeig                | The Devil and Daniel Johnston                    | nicht bekannt                           |
| 2006 | James Longley                 | Iraq in Fragments                                | nicht bekannt                           |
| 2007 | Sean Fine Andrea Nix          | War/Dance                                        | nicht bekannt                           |
| 2008 | Nanette Burstein              | American Teen                                    | nicht bekannt                           |
| 2009 | Natalia Almada                | El general                                       | nicht bekannt                           |
| 2010 | Leon Gast                     | Smash His Camera                                 | nicht bekannt                           |
| 2011 | Jon Foy                       | Resurrect Dead: The Mystery of the Toynbee Tiles | nicht bekannt                           |
| 2012 | Lauren Greenfield             | The Queen of Versailles                          | nicht bekannt                           |
| 2013 | Zachary Heinzerling           | Cutie and the Boxer                              | nicht bekannt                           |
| 2014 | Ben Cotner Ryan White         | The Case Against 8                               | nicht bekannt                           |
| 2015 | Matthew Heineman              | Cartel Land                                      | nicht bekannt                           |
| 2016 | Roger Ross Williams           | Life, Animated                                   | nicht bekannt                           |
| 2017 | Pete Nicks                    | The Force                                        | nicht bekannt                           |

* = Filmproduktionen, die in Sundance auch den Publikumspreis gewannen